# Association d'exploitation du matériel Sprague
L’Association d'exploitation du matériel Sprague (ADEMAS) est une association de sauvegarde et de restauration du matériel du métro de Paris.
Fondée le 8 avril 1992 par Julian Pepinster et Benoît Renard, elle s'est fixé deux objectifs principaux :
- d'une part la sauvegarde et la restauration de matériels roulants représentatifs de l'histoire du métro, afin de les présenter et de les remettre en circulation ;

- d'autre part d'organiser sur le chemin de fer métropolitain des circuits de découverte du patrimoine du réseau, avec du matériel Sprague-Thomson, en passant de lignes en lignes par les voies de raccordement[1] ; ces visites sont suspendues depuis septembre 2007[2].

Les activités de sauvegarde et de restauration ont commencé sur un terrain privé en Mayenne ; depuis 2003, le partenariat avec le 5e régiment du génie à Versailles a permis de donner un nouvel essor à ces activités.

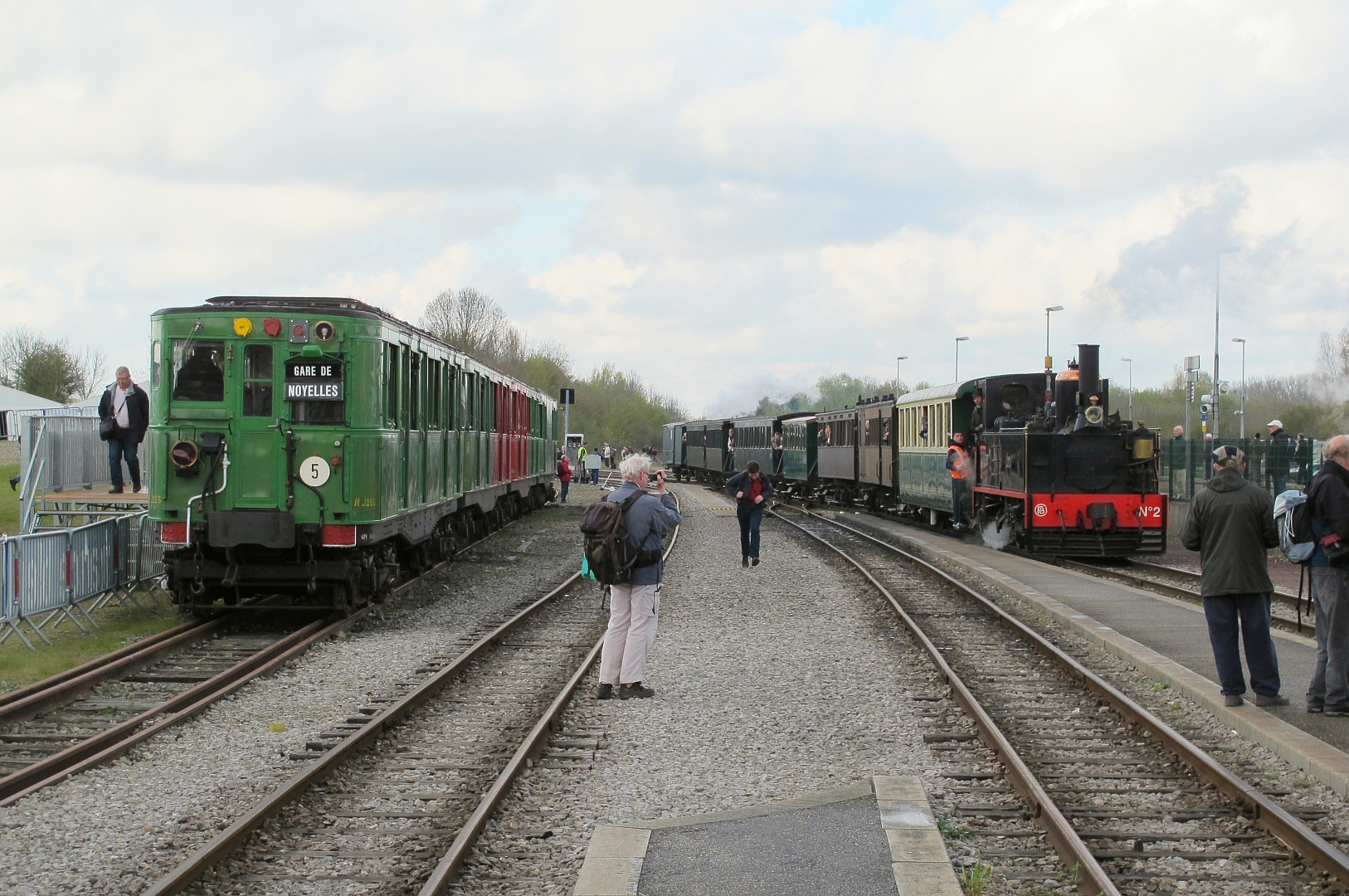
Une rame Sprague de l'ADEMAS en déplacement sur le Chemin de fer de la baie de Somme en avril 2016.

En 2013 puis en 2016, l'association a participé à la Fête de la Vapeur organisée par le Chemin de fer de la baie de Somme (CFBS) en y assurant de nombreuses circulations.
L'ADEMAS est aussi présente sur certaines manifestations ou expositions ferroviaires afin de faire découvrir ses activités.

## Éléments conservés

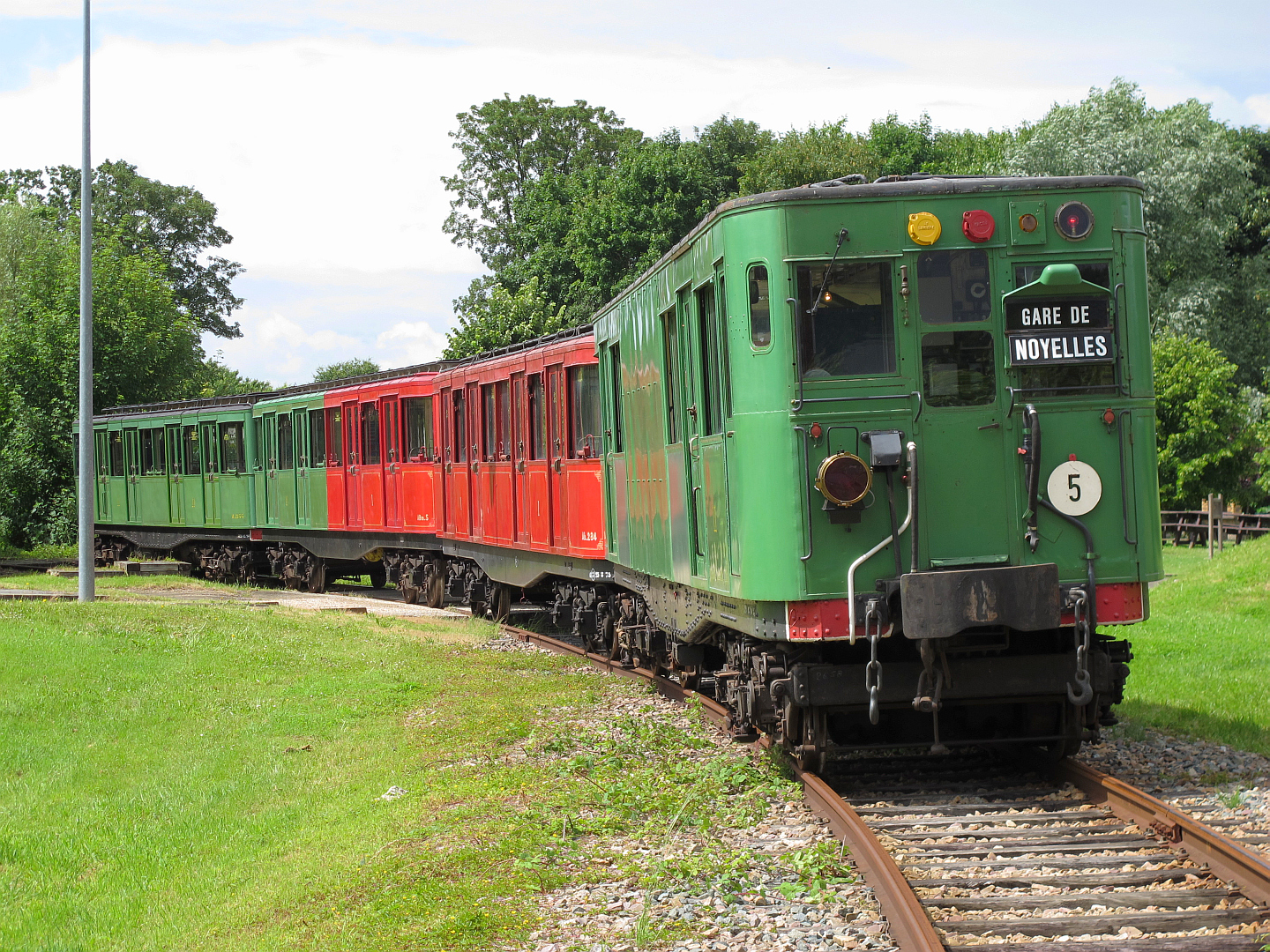
Une rame Sprague préservée par l'ADEMAS sur le site de Versailles.

Le matériel Sprague préservé sur le site de Versaillesse compose de :
- une motrice active M.340 ;
- une remorque mixte Abm.5 ;
- une remorque mixte Abm.29 aménagée en salon en 1967 et restaurée dans son état initial pour le transport de voyageurs ;
- une remorque Ab.284 (patrimoine RATP) ;
- une motrice M.268 démotorisée ;
- une motrice M.1266 démotorisée (patrimoine RATP) ;
- un tracteur de travaux actif T.74 ;
- un tracteur de travaux T.91 (en cours de restauration).

Le matériel préservé sur un terrain privé en Mayenne se compose de :
- deux châssis à essieux (sans caisse) d'anciennes voitures du début du vingtième siècle ;
- une motrice Nord-Sud de 1924 ;
- trois remorques Sprague aménagées pour les chantiers ;
- un tracteur de travaux T.94 ;
- une rame articulée à trois caisses MA 51 de 1952.

Une dernière voiture est hébergée sur le réseau de la RATP.

## Visites des coulisses du métro
L'association organisait des visites nocturnes du métro de Paris mais celles-ci sont suspendues depuis septembre 2007.
À la place, des balades pédestres sont proposées le matin de certains samedis ou le dimanche pour visiter des endroits connus ou inconnus du public sous la conduite de conférenciers.